# ملیحه نظری
ملیحه نظری (زادهٔ ۱۸ آذر ۱۳۱۷ – درگذشتهٔ ۱۹ اسفند ۱۳۸۴) بازیگر ایرانی تئاتر، سینما و تلویزیون بود. وی در اسفند ۱۳۸۴ به علت عارضه مغزی در منزلش درگذشت.

## کارنامهٔ هنری

### سینما
- جایی برای زندگی (۱۳۸۳)
- ستاره‌های سربی (۱۳۸۱)
- خانه‌ای روی آب (۱۳۸۰)
- قطعه ناتمام (۱۳۷۹)
- بوی کافور، عطر یاس (۱۳۷۸)
- درخت گلابی (۱۳۷۶)
- سرعت (۱۳۷۵)
- شاخ گاو (۱۳۷۴)
- طالع سعد (۱۳۷۴)
- مادرم گیسو (۱۳۷۴)
- مرد آفتابی (۱۳۷۴)
- روزهای خوب زندگی (۱۳۷۳)
- جای امن (۱۳۷۲)
- تابع قانون (۱۳۷۱)
- آواز تهران (۱۳۷۰)
- شقایق (۱۳۷۰)
- قرق (۱۳۷۰)
- آخرین پرواز (۱۳۶۸)
- تا مرز دیدار (۱۳۶۸)
- دستمزد (۱۳۶۸)
- مرگ پلنگ (۱۳۶۸)
- دوران سربی (۱۳۶۷)
- سرزمین آرزوها (۱۳۶۶)
- کانی مانگا (۱۳۶۶)
- روزهای انتظار (۱۳۶۵)
- آن سوی مه (۱۳۶۴)
- توهم (۱۳۶۴)
- زنجیرهای ابریشمی (۱۳۶۴)
- مادیان (۱۳۶۴)
- بند (۱۳۶۰)
- سایه‌های بلند باد (۱۳۵۷)
- در امتداد شب (۱۳۵۶)
- کلاغ (۱۳۵۶)
- ممل آمریکایی (۱۳۵۳)
- گل پری جون (۱۳۵۳)
- مروارید (۱۳۵۲)
- فیل و فنجان (۱۳۴۵)
- شهر بزرگ (۱۳۴۴)
- گنج قارون (۱۳۴۴)
- یکی بود یکی نبود (۱۳۳۸)

### تلویزیون
| سال       | نام                                   | سمت    | کارگردان                  | توضیحات |
| --------- | ------------------------------------- | ------ | ------------------------- | --- |
| ۱۳۸۴      | مزرعه کوچک                            | بازیگر | سیروس مقدم                | از شبکه ۱ پخش می‌شد. |
| ۱۳۸۳      | خانه به دوش                           | بازیگر | رضا عطاران                | از شبکه ۳ در ماه رمضان پخش شد. |
| ۱۳۸۲      | باغ بلور                              | بازیگر | رامبد جوان                | |
| ۱۳۷۷      | قصهٔ زندگی                             | بازیگر | سیروس کاشانی‌نژاد          | از برنامهٔ «سیمای خانواده» شبکه ۱ پخش می‌شد. |
| ۱۳۷۷      | ماه آتش                               | بازیگر | اسماعیل میهن‌دوست          | در دههٔ فجر ۱۳۷۷ از شبکه ۱ پخش شد. |
| ۱۳۷۷      | میعاد در سپیده‌دم                      | بازیگر | سعید سلطانی               | شبکه ۳ |
| ۱۳۷۴–۱۳۷۶ | پهلوانان نمی‌میرند                     | بازیگر | حسن فتحی                  | در نقش «ننه ارسلان» |
| ۱۳۷۵      | مدرسه مادربزرگ‌ها                      | بازیگر | غلامرضا رمضانی            | شبکه تهران |
| ۱۳۷۴–۱۳۷۵ | دزدان مادربزرگ                        | بازیگر | مهدی صباغ‌زاده             | شبکه ۱ |
| ۱۳۷۴      | تله‌تئاتر «قاضی و رئیس دادگاه خانواده» | بازیگر | منیژه محامدی              | شبکه ۲ کارگردان تلویزیونی: «ناصر شوندی» |
| ۱۳۷۴      | تله‌تئاتر «خانه عروسک»                 | بازیگر | منیژه محامدی              | |
| ۱۳۷۴      | داستان یک شهر                         | بازیگر | خسرو معصومی               | این مجموعه در ابتدا «خانه‌های شاد» نام داشت و از شبکه ۱ پخش می‌شد و نباید آن را با سریالی دیگر به همین نام به کارگردانی اصغر فرهادی (۱۳۷۸- شبکه تهران) اشتباه کرد. |
| ۱۳۷۴      | ستاره قطبی                            | بازیگر | مسعود آب‌پرور              | شبکه ۱ |
| ۱۳۷۳      | حکایتی و حکمتی                        | بازیگر | مجتبی یاسینی              | شبکه ۲ |
| ۱۳۷۳      | آفتاب و عزیزخانم                      | بازیگر | رضا میرکریمی              | از برنامه کودک و نوجوان شبکه ۲ پخش می‌شد. |
| ۱۳۷۲      | روح‌الله                               | بازیگر | محمدمهدی عسگرپور          | از برنامه کودک و نوجوان شبکه ۲ پخش می‌شد. |
| ۱۳۷۲      | هفتهٔ پرماجرا                          | بازیگر | عباس زارعیان فریدون فکوری | از برنامهٔ «سیمای خانواده» شبکه ۱ پخش می‌شد. |
| ۱۳۷۱      | خانه من کجاست؟                        | بازیگر | محمد حسن‌زاده              | شبکه ۱ |